# Olof Sundeman
Olof August Joakim Sundeman, född 13 juni 1896 i Vessland, Uppsala län, död 18 november 1964 i Arvika, var en svensk målare och tecknare.
Han var son till köpmannen August Sundeman. Han var ursprungligen keramikmålare men bedrev självstudier under resor till Norge, Frankrike, Amerika, Bermuda och Västindien. Under dessa resor avsatte han minnesbilder på papper och duk. Separat ställde han ut ett 20-tal gånger i bland annat Uppsala, Stockholm, Kristinehamn och Karlskoga. Tillsammans med Lindorm Liljefors och Åke Schmägers ställde han ut i Oslo. Hans konst består av landskap från skilda delar av Sverige med tonvikt på skogarna i Värmland och Småland samt Uppsalaslätten, stilleben och figurmåleri med religiös anknytning utförda i olja, akvarell och pastell. Sundeman är representerad vid Uppsala universitetsbibliotek, Uppsala kommun och Blekinge museum i Karlskrona.